# Ordine della Bandiera Nazionale (Corea del Nord)
L'Ordine della Bandiera Nazionale (국기훈장?) è un'onorificenza nordcoreana. È l'ordine più antico del paese, essendo stato istituito nel 1948, appena sei settimane dopo la fondazione dello Stato.
L'ordine viene assegnato sia a individui che a organizzazioni per premiare i servizi di tipo militare, politico, culturale ed economico. L'ordine, suddiviso in tre classi, viene conferito automaticamente ai destinatari dei titoli di Eroe della Repubblica ed Eroe del Lavoro e ai destinatari dell'Ordine della Libertà e dell'Indipendenza e dell'medaglia d'onore del soldato nella classe appropriata. I beneficiari hanno diritto a privilegi come uno stipendio annuo e trasporto pubblico gratuito.
I destinatari includono i leader Kim Il-sung e Kim Jong-il e altri notabili. Tra gli insigniti stranieri vi sono Mu'ammar Gheddafi, Fidel Castro, Hosni Mubarak, Pol Pot e Mohammed Siad Barre.

## Storia
L'ordine è stato istituito con l'emanazione del decreto del 12 ottobre 1948 dell'Assemblea popolare suprema della Repubblica Popolare Democratica di Corea. È il secondo ordine più alto della Corea del Nord, dopo l'Ordine di Kim Il-sung e l'Ordine di Kim Jong-il che condividono il primo posto. Secondo alcune fonti, durante la guerra di Corea, i distintivi sono stati prodotti in Cecoslovacchia.

## Classi
L'Ordine dispone delle seguenti classi di benemerenza:
- I Classe
- II Classe
- III Classe

|            |           |          |
| Nastri     |           |          |
| III Classe | II Classe | I Classe |

## Assegnazione
L'ordine può essere assegnato a individui, organizzazioni e imprese per premiare i risultati ottenuti nel servizio militare o nel lavoro politico, culturale o economico. Viene anche assegnato agli ufficiali del Partito del Lavoro di Corea dopo un certo periodo di servizio (25 anni per la I classe, 20 anni per la II classe e 15 anni per la III classe).
L'ordine, suddiviso in tre classi, viene conferito automaticamente ai destinatari dei titoli di Eroe della Repubblica ed Eroe del Lavoro. I destinatari dell'Ordine della Libertà e dell'Indipendenza ricevono anche l'Ordine della Bandiera Nazionale della stessa classe mentre i destinatari della medaglia d'onore del soldato ricevono l'Ordine della Bandiera Nazionale in una classe inferiore. Gli insigniti hanno il diritto di utilizzare gratuitamente i mezzi pubblici e quelli disabili e pensionati ricevono uno stipendio annuo.
Fino agli anni '60 era una decorazione di alta classe con un numero limitato di riconoscimenti ma, dagli anni '70, il numero di insigniti è aumentato notevolmente e lo status interno della medaglia è fortemente diminuito. Dagli anni '80, la colonna del numero di serie sul rovescio del distintivo è stata eliminata dopo diversi tentativi di scrivere il numero di serie utilizzando le consonanti hangŭl a causa dell'eccessiva quantità di premi.
I distintivi dell'ordine vengono indossati sul lato sinistro del petto con un fissaggio a vite o a spilla, senza nastro. Per le divise, sono fornite delle barrette.

## Insegne
- Il distintivo di III classe è una stella a cinque punte capovolta con tre sfere a ciascuna estremità. Essa è sovrapposta a un pentagono a più raggi. Al centro della stella è presente un medaglione decagonale con i lati leggermente concavi. Il bordo del medaglione è stretto e smaltato di blu e poi vi è un bordo largo di smalto rosso con al centro una stella a cinque punte con raggi diedri inscritti in un cerchio. Nei primi anni il distintivo era completamente d'argento, oggi è argentato e la stella è dorata. Sul rovescio è inciso il nome dell'ordine e nei primi anni era presente anche il numero di serie. Il diametro è di 50 mm.

- Il distintivo di II classe è identico a quello di III classe ma la stella rovesciata è dorata e il campo pentagonale sotto la stella centrale è d'argento. Il diametro è di 59 mm.

- Il distintivo di I classe è identico a quello di II classe ma è interamente dorato. Il diametro è di 62 mm.

- Il nastro è rosso con bordi blu e due strisce bianche. All'interno della parte rossa vi è una striscia gialla per la I Classe, due per la II Classe e tre per la III Classe.